# Torre de Santa Ana (Las Palmas de Gran Canaria)
El Cubelo o Torre de Santa Ana era una torrassa que estava situada a la costa est de la ciutat de Las Palmas de Gran Canaria, a l'illa de Gran Canària (Canàries, Espanya). Va ser construïda el 1554 per necessitats militars al lloc que es coneixia llavors com el Charco de los Abades. A causa dels atacs es va reconstruir dues vegades en les dues dècades següents. Es va concebre com el remat de la Muralla de Las Palmas pel nord de la ciutat. Actualment no queden restes de la torrassa.

## Altres fortificacions de la ciutat
- Castell de Mata
- Torrassa de San Pedro Mártir